# Arevalo Aponte
Pour les articles homonymes, voir Arevalo.
Arevalo Aponte est l'une des cinq paroisses civiles de la municipalité de Santiago Mariño, dans l'État d'Aragua au Venezuela. Sa capitale est Rosario de Paya. Sa population s'élève à 47 765 habitants.

## Géographie

### Démographie
Hormis sa capitale Rosario de Paya, la paroisse civile possède plusieurs localités :
- Brasén
- Caruto
- El Cambur
- El Manire
- El Palmar
- El Plan
- La Guzmán
- La Unión
- Las Tablitas
- Las Trojas
- Los Hicacos
- Pedregal
- Parcelamiento Guayabita
- Polvorín
- Rosario de Paya

## Sources
- (es) Cet article est partiellement ou en totalité issu de l’article de Wikipédia en espagnol intitulé « Municipio Santiago Mariño » (voir la liste des auteurs).